# Iota Cassiopeiae

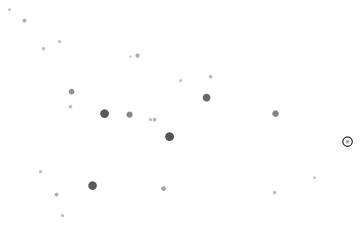
Este es un mapa estelar de Casiopea con la estrella Iota Cassiopeiae rodeada por un círculo.

Iota Cassiopeiae (ι Cas / HD 15089 / HR 707) es un sistema estelar en la constelación de Casiopea. Se encuentra a unos 142 años luz del sistema solar.
Con un pequeño telescopio se aprecia un sistema estelar triple. La estrella más brillante (Iota Cassiopeiae A) es una estrella blanca de magnitud aparente +4,64 de tipo espectral A5 peculiar. A 2,7 segundos de arco se encuentra Iota Cassiopeiae B, de tipo espectral F5 y magnitud +6,89. A 7,4 segundos de arco, la más débil de las tres, Iota Cassiopeiae C, es una enana amarilla de tipo espectral G7V y magnitud +8,40. Es interesante observar el contraste entre las componentes A y B, casi blancas, y la componente C, de color anaranjado.
Iota Cassiopeiae A es una estrella ligeramente variable del tipo Alfa2 Canum Venaticorum, con variaciones en su magnitud de +4,45 a +4,53 en un período de 1,74 días. Tiene una estrella acompañante muy próxima, a sólo 0,5 segundos de arco, con un período orbital de 47 años. Recibe el nombre de Iota Cassiopeiae Aa y es de tipo espectral G2.
Por otra parte, múltiples observaciones del sistema parecen indicar que Iota Cassiopeiae B se mueve en línea recta, pudiendo no ser una estrella del sistema, sino simplemente una estrella de paso.

Iota Cassiopeiae C está demasiado alejada para poder estudiar su órbita. A su vez, se ha descubierto que tiene una compañera próxima a 0,4 segundos de arco, Iota Cassiopeiae c, de tipo espectral K5.